# Gadhada
Gadhada è una suddivisione dell'India, classificata come municipality, di 26.751 abitanti, situata nel distretto di Botad, nello stato federato del Gujarat. In base al numero di abitanti la città rientra nella classe III (da 20.000 a 49.999 persone).

## Geografia fisica
La città è situata a 21° 58' 0 N e 71° 34' 0 E e ha un'altitudine di 103 m s.l.m..

## Società

### Evoluzione demografica
Al censimento del 2001 la popolazione di Gadhada assommava a 26.751 persone, delle quali 13.890 maschi e 12.861 femmine. I bambini di età inferiore o uguale ai sei anni assommavano a 4.162, dei quali 2.216 maschi e 1.946 femmine. Infine, coloro che erano in grado di saper almeno leggere e scrivere erano 16.597, dei quali 9.665 maschi e 6.932 femmine.